# Hugh Downs
Pour les articles homonymes, voir Downs.
Hugh Malcolm Downs est un acteur et producteur américain né le 14 février 1921 à Akron (Ohio) et mort le 1er juillet 2020 à Scottsdale (Arizona).

## Filmographie

### Comme acteur
- 1954 : Home (série TV) : Host
- 1954 : Caesar's Hour (en) (série TV) : animateur de télévision (1956-1957)
- 1958 : Aventures fantastiques (Vynález zkázy) : Introductory Host (version américaine)
- 1958 : La Sonrisa de la Virgen : Narrator (version américaine doublée) (voix)
- 1960 : Esther Williams at Cypress Gardens (TV) : animateur de télévision
- 1964 : Papa play-boy (A Global Affair) : lui-même - Présentateur de télévision
- 1980 : Oh, God! Book 2 de Gilbert Cates : présentateur de télévision

### Comme producteur
- 1975 : Nothing by Chance